# Ferdinand Hellmesberger
Ferdinand Hellmesberger (ur. 24 stycznia 1863 w Wiedniu, zm. 15 marca 1940 tamże)  – austriacki wiolonczelista i dyrygent.

## Życiorys
Urodził się w rodzinie z tradycjami muzycznymi. Muzykami również byli: ojciec Josef (1828–1893), dziadek Georg (1800–1873), stryj Georg (1830–1852) i brat Josef zw. Pepi (1855–1907).
Studiował w Konserwatorium Wiedeńskim grę na wiolonczeli pod kierunkiem Karla Udela i teorię muzyki u Antona Brucknera. W 1884, w wieku 21 lat, został nauczycielem gry wiolonczelowej w tymże konserwatorium .
W 1879 został członkiem kapeli dworskiej (Hofkapelle), w 1883 dołączył do kwartetu ojca (Hellmesberger Quartett), a trzy lata później został zaangażowany jako solista w orkiestrze opery dworskiej (Hofoper). W 1902 zrezygnował z dotychczasowych stanowisk (w konserwatorium i w operze) i został kapelmistrzem niedawno powstałej Volksoper. Od 1905 był dyrygentem baletu w Königliche Oper w Berlinie, a od 1910 dyrygował orkiestrami w uzdrowiskach Baden pod Wiedniem, Mariańskich Łaźniach, Karlowych Warach i w Abbazii .
Zmarł w wieku 77 lat. Został pochowany na wiedeńskim cmentarzu Hietzinger.